# Myrotvorets
Myrotvorets (em ucraniano: Миротворець, tradução livre: "Pacificador") é um site ucraniano de Kiev que publica uma lista e, às vezes, informações pessoais, de pessoas que são consideradas por autores do site como "inimigos da Ucrânia" ou, como afirma o próprio site, "cujas ações têm sinais de sinais de crimes contra a segurança nacional da Ucrânia, paz, segurança humana e direito internacional". O site foi lançado em dezembro de 2014 pelo político e ativista ucraniano Georgy Tuka. O site permaneceu aberto, apesar dos pedidos repetidos dos embaixadores da ONU, do G7, da UE e dos grupos de direitos humanos para fechá -lo e, embora não tenha status oficial, ele atua para complementar os bancos de dados do governo nos pontos de verificação.